# Régime foral
 (décembre 2022).
Si vous disposez d'ouvrages ou d'articles de référence ou si vous connaissez des sites web de qualité traitant du thème abordé ici, merci de compléter l'article en donnant les références utiles à sa vérifiabilité et en les liant à la section « Notes et références ».
Le régime foral (en espagnol : Régimen foral) désigne en Espagne l'ensemble des institutions et ordres juridiques propres de l'ancien royaume de Navarre et des territoires historiques basques de l'Alava, de Biscaye et du Guipuscoa. On distingue la communauté forale de Navarre des autres régimes qui constituent le Pays basque. Le régime foral tire son nom du for (fuero).

## Historique

### Première suppression
Au début du XVIIIe siècle, le roi Philippe V abolit les fors des territoires de la couronne d'Aragon — le royaume d'Aragon, le royaume de Valence, le royaume de Majorque et la principauté de Catalogne — par les décrets de Nueva Planta. Au cours de la guerre de Succession d'Espagne, ces monarchies avaient pris parti contre le futur monarque. Ceux de la Navarre et des territoires basques sont en revanche maintenus pour les récompenser de leur fidélité au roi.

### Disparition progressive
Après la défaite française en 1813 et le départ des troupes napoléoniennes, l'Espagne se divise sur la reconstruction de son État : les traditionalistes veulent retrouver la situation d'avant 1808, alors que les libéraux veulent construire une Espagne « centralisée, unifiée, avec les mêmes lois et impôts sur tout le territoire. Ces divisions débouchent sur trois guerres civiles (les guerres carlistes) dans lesquelles les Basques prennent les armes du côté carliste, partisan de l'Espagne traditionnelle, respectueuse des libertés (fueros) des provinces basques. Mais ce sont les libéraux qui gagnent ces guerres, ce qui aboutit progressivement à la suppression des fueros basques.
À l'issue de la première guerre carliste, au milieu du XIXe siècle, le royaume de Navarre, l'Alava, Biscaye et le Guipuscoa obtiennent que leurs privilèges foraux soient maintenus. Cependant, si la loi du 25 octobre 1839 confirme les Fueros des provinces basques, elle les subordonne à leur conformité à la Constitution espagnole, ce qui autorise les Cortes à les modifier à leur convenance.
Avec la Ley Paccionada de 1841, la Navarre cesse d'être un royaume, devenant une simple province espagnole, supprimant peu à peu son régime spécifique. En 1876, à la suite de la troisième guerre carliste, le système foral est aboli dans les trois provinces basques.
Si quelques particularités continuent de subsister, elles sont abrogées en Biscaye et au Guipuscoa par le régime franquiste qui considère ces deux provinces comme « traîtresses » pour ne pas avoir soutenu le soulèvement nationaliste de 1936. Seules l'Alava et la Navarre conservent leur régime foral extrêmement amoindri.

### Rétablissement
La Constitution de 1978 rétablit la démocratie en Espagne et institue un système de décentralisation extrêmement avancé basé sur les communautés autonomes. La première disposition additionnelle prévoit que « la Constitution protège et respecte les droits historiques des territoires jouissant de fors. La mise à jour générale de ce régime foral s'effectuera, le cas échéant, dans le cadre de la Constitution et des statuts d'autonomie ».
Le système foral est rétabli au Pays basque par le statut de 1979, dit « de Guernica », et en Navarre par la loi organique de réintégration et d'amélioration du régime foral de Navarre (LORAFNA ou Amejoramiento). La principale spécificité du régime foral contemporain repose sur une autonomie financière complète — les communautés autonomes de Navarre et du Pays basque recouvrent une grande autonomie : absence d'administration fiscale espagnole, prélèvement de la totalité de la fiscalité par les autorités régionales, droit civil autonome en milieu rural — et le système de l'accord économique (Concierto Económico) : chaque année, les autorités autonomes reversent à l'État une quote-part des impôts prélevés sur leurs territoires pour financer des compétences non-transférées (diplomatie, défense, musées nationaux), correspondant à un pourcentage des recettes fiscales totales négocié tous les cinq ans.
Par ailleurs, les statuts d'autonomie de l'Aragon et de la Communauté valencienne reconnaissent une efficacité juridique au droit foral et accordent à leurs assemblées législatives un pouvoir normatif sur celui-ci.